# Phytomia chrysopyga
Phytomia chrysopyga är en tvåvingeart som först beskrevs av Christian Rudolph Wilhelm Wiedemann 1819.  Phytomia chrysopyga ingår i släktet Phytomia och familjen blomflugor. Inga underarter finns listade i Catalogue of Life.